# Halancoma
Halancoma o Helancoma és una muntanya de la serralada Urubamba, una secció dels Andes que es troba al Perú. El cim s'eleva fins als 5.367 msnm. Es troba al departament de Cusco, sobre la vila d'Ollantaytambo.